# Ken Jones (sportivo)
Kenneth Jeffrey Jones, detto Ken (Blaenavon, 30 dicembre 1921 – Newport, 2 giugno 2006), è stato un velocista e rugbista a 15 britannico.
Nel rugby ha giocato per il Galle, dove è ricordato per il suo contributo al rugby gallese, ma soprattutto per la sua meta vincente contro gli All Blacks nel 1953.
Nell'atletica leggera, ha gareggiato per la Gran Bretagna, partecipando ai Giochi di Londra 1948, gareggiando nel1 100m e nella Staffetta 4x100m, vincendo l'argento in quest'ultima gara.
Fu nominato primo sportivo gallese dell'anno nel 1955 e insignito dell'OBE nel 1960. Quando i Giochi dell'Impero Britannico e del Commonwealth del 1958 si tennero a Cardiff, a Jones fu chiesto di essere l'ultimo corridore a portare il testimone con un messaggio da parte del Regina durante la cerimonia di apertura, un onore paragonabile a quello di essere l'ultima tedofora nella cerimonia di apertura delle Olimpiadi. Nel 1990, è stato uno dei primi dieci membri della Welsh Sports Hall of Fame.
Insegnante di scuola superiore per gran parte della sua vita, Jones ha anche lavorato come reporter di rugby per più di due decenni e ha fatto parte del consiglio del club di rugby di Newport. Si dimise dalla presidenza del club nel 1995, per protestare contro l'introduzione del professionismo nello sport. Dopo un ictus, è stato costretto su una sedia a rotelle per gli ultimi anni della sua vita.